# De passagiere
De passagiere (Pools: Pasażerka) is een Poolse oorlogsfilm uit 1963 onder regie van Andrzej Munk. De film werd afgemaakt door Witold Lesiewicz, nadat Munk tijdens de opnamen was omgekomen bij een auto-ongeluk.

## Verhaal
Tijdens een scheepsreis herkent een Duitse vrouw het gezicht van een andere vrouw. Ze bekent aan haar man dat ze in de Tweede Wereldoorlog een kampleider was in Auschwitz. Toch heeft ze het leven gered van de andere vrouw.

## Rolverdeling
| Acteur            | Personage |
| ----------------- | --------- |
| Aleksandra Slaska | Liza      |
| Anna Ciepielewska | Marta     |
| Jan Kreczmar      | Walter    |
| Marek Walczewski  | Tadeusz   |